# L'orto americano
L'orto americano è un film del 2024 co-scritto e diretto da Pupi Avati e tratto dal suo romanzo omonimo.

## Trama
Il film è ambientato tra l’Italia del dopoguerra e l’America rurale. Il protagonista è un giovane scrittore bolognese, fragile e introverso, che nel 1945 incontra per caso un’infermiera americana, Barbara, entrata in una bottega mentre presta servizio con l’esercito statunitense. Lei gli chiede indicazioni stradali, e il loro scambio dura pochi istanti. Tuttavia, lui resta profondamente colpito da quella breve conversazione, tanto da idealizzarla e trasformarla in una vera e propria ossessione.
Nel 1946, decide di partire per l’Iowa per cercarla. Raggiunge la casa della madre di Barbara, una donna anziana e diffidente, che vive accanto a un orto desolato. La madre gli racconta che la figlia è scomparsa dopo aver scritto una lettera dall’Italia in cui annunciava il fidanzamento con un italiano. Da allora, non si è più saputo nulla di lei. Il protagonista, sempre più inquieto, comincia a sentire di notte grida soffocate provenire dall’orto che separa le due case.
Un giorno, scavando, scopre un vaso contenente un liquido torbido e un’etichetta ambigua, che suggerisce qualcosa di legato all’anatomia femminile. Quel ritrovamento lo convince che dietro la scomparsa di Barbara ci sia qualcosa di terribile. Torna in Italia per indagare, attraversando paesi e campagne del Delta del Po: visita tribunali, ospedali psichiatrici, incontra testimoni muti o reticenti. Scopre l’esistenza di un presunto assassino seriale, accusato di aver ucciso e mutilato diverse donne. Tuttavia, nessuna verità è solida: ogni passo della sua indagine lo porta più vicino al dubbio che alla certezza.
Il finale, volutamente aperto, lascia molte domande senza risposta. Barbara è esistita davvero come lui la ricorda? È stata vittima di un delitto? O tutto è frutto della sua mente ossessionata? Il confine tra realtà e allucinazione si dissolve, e l’orto resta come simbolo muto di qualcosa di sepolto – nella terra, ma anche nella memoria e nella coscienza.
L’orto americano è un viaggio nella psiche umana, un racconto sull’amore malato, la perdita e l’impossibilità di distinguere ciò che è accaduto da ciò che si è solo desiderato.

## Produzione
Il film è stato girato tra Roma, Ferrara, Ravenna e Forlì, nonché a Davenport, Iowa, negli Stati Uniti. Le riprese sono iniziate il 21 novembre 2023 e sono proseguite fino al marzo 2024.

## Promozione
Il primo trailer del film è stato diffuso il 26 agosto 2024 dalla 01 Distribution.

## Distribuzione
È stato presentato in anteprima all'81ª Mostra internazionale d'arte cinematografica di Venezia il 7 settembre 2024 come film di chiusura e distribuito da 01 Distribution dal 6 marzo 2025.

## Accoglienza

### Incassi
Al 13 luglio 2025 il film ha registrato in Italia 42.117 presenze in sala, incassando quasi 300000 €

### Critica
Il film è stato accolto con recensioni miste dalla critica cinematografica.
Giorgio Amadori, su Sentieri Selvaggi, ha dato al film 2,7 stelle su 5, criticando soprattutto la sceneggiatura, sfilacciata e poco incisiva.
Emanuele Di Nicola, invece, su Cinematografo lo definisce come «cinema gotico» trovandoci citazioni del cinema americano degli anni quaranta, associandolo a Laura. Sebbene riscontri nella sceneggiatura «momenti deboli e istanti che sfiorano il ridicolo», il critico scrive che il film «suona come un gesto residuale, arcano, finale e per questo quasi commovente».
Particolarmente entusiasta dell'opera è A.S. Chianese di Nocturno, che assegna al film un punteggio di 4,5 stelle su 5, e scrive che «L’orto americano testimonia la ferma volontà di Avati nel voler maneggiare a tutti i costi quella raffinata materia filmica che andava a comporre i classici dello spavento statunitensi».

## Riconoscimenti
- Nastro d'argento[12]
  - 2025 – Candidatura al miglior regista a Pupi Avati
  - 2025 – Candidatura al migliore attore protagonista a Filippo Scotti
  - 2025 – Candidatura al migliore attore non protagonista a Roberto De Francesco
  - 2025 – Candidatura alla migliore fotografia a Cesare Bastelli